# Ente Tucumán Turismo

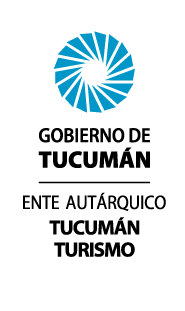
Ente Autárquico Tucumán Turismo

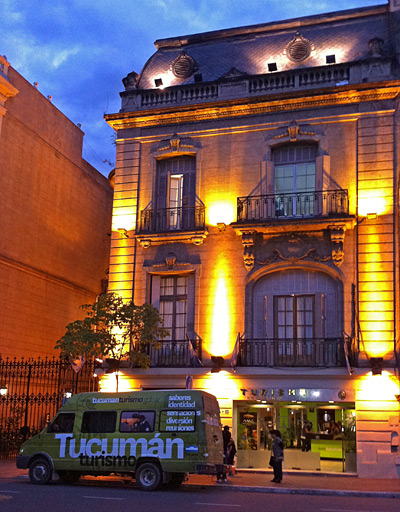
Edificio donde está ubicado el EATT. 24 de Septiembre 484, Tucumán, Argentina

El Ente Autárquico Tucumán Turismo (EATT) es el organismo estatal del Gobierno de Tucumán, Argentina, que tiene a su cargo el diseño y la gestión de la política turística oficial de la provincia.
Fue creado mediante la ley provincial n.º 7.484 en el año 2004, en reemplazo de la Secretaría de Estado de Turismo. Jerárquicamente, depende del Ministerio de Desarrollo Productivo de Tucumán.
Desde octubre de 2015, el presidente del EATT es Sebastián Giobellina.

## Misión[1]
El objetivo del EATT es impulsar el turismo en la provincia de Tucumán, mediante la planificación y el desarrollo de la oferta y su consiguiente promoción; articulando las acciones de diferentes áreas y niveles de gobierno.
Algunas de sus atribuciones son:
Establecer las medidas necesarias para la aplicación de la Ley n.º 7484.
Establecer los mecanismos de coordinación y participación de las autoridades municipales o comunales que favorezcan el desarrollo del turismo.
Dictar reglamentaciones relacionadas con la actividad turística.
Confeccionar y elevar al Poder Ejecutivo su Presupuesto Anual.
Coordinar con las autoridades de todo el territorio de la Provincia las políticas relativas a la preservación del patrimonio arquitectónico y cultural, y al cuidado ambiental en el desarrollo de la actividad, brindando el asesoramiento técnico y el apoyo necesario en materia de fomento y promoción turística.
Ejercer las potestades de inspección y sanción sobre las actividades turísticas en los términos establecidos por la Ley n.º 7484.
Declarar Municipio o Comuna Rural Turístico a aquellas jurisdicciones conforme a lo que se establezca reglamentariamente en la Ley n.º 7484.
Coordinar, impulsar e incentivar acciones para la promoción, en nuestro país y en el exterior, de la imagen turística de Tucumán y sus recursos naturales y culturales.
Asesorar y controlar los programas educativos de la enseñanza no universitaria del turismo, como así también la Educación Turística Formal.
Elaborar y ejecutar programas de capacitación turística.
Destinar los recursos recibidos a planes de desarrollo, fomento, promoción y comercialización turística y a fortalecer y mejorar la competitividad del sector.
Instrumentar normativas de procesos eficaces tendientes a la protección de los derechos del turista y a la prevención y solución de conflictos en el ámbito de su competencia.